# Nathan Knight
Nathan Solomon Kapahukula Knight, né le 20 septembre 1997 à Syracuse dans l'État de New York, est un joueur américain de basket-ball évoluant aux postes d'ailier fort et pivot. Il mesure 2,03 m.

## Biographie

### Carrière universitaire
Entre 2016 et 2020, il joue quatre saisons en université avec le Tribe de William & Mary.

### Carrière professionnelle
Il est automatiquement éligible à la draft 2020. Non drafté, il signe un contrat two-way avec les Hawks d'Atlanta.
En août 2021, il signe un contrat two-way en faveur des Timberwolves du Minnesota.
En juillet 2022, il signe un contrat standard en faveur des Timberwolves du Minnesota.
En juillet 2023, Knight s'engage avec les Knicks de New York et y signe un contrat two-way. Il est coupé en octobre 2023 puis signe un contrat two-way avec les Celtics de Boston. Il est coupé par les Celtics en décembre 2023.

## Palmarès

### Universitaire
- Lou Henson Award (2020)
- CAA Player of the Year (2020)
- CAA Defensive Player of the Year (2020)
- 2× First-team All-CAA (2019, 2020)
- 3× CAA All-Defensive Team (2018–2020)
- Second-team All-CAA (2018)
- CAA All-Rookie Team (2017)

## Statistiques

### Universitaires
Les statistiques de Nathan Knight en matchs universitaires sont les suivantes :
| Saison    | Équipe         | Matchs | Titul. | Min./m | % Tir | % 3pts | % LF | Rbds/m. | Pass/m. | Int/m. | Ctr/m. | Pts/m. |
| --------- | -------------- | ------ | ------ | ------ | ----- | ------ | ---- | ------- | ------- | ------ | ------ | ------ |
| 2016-2017 | William & Mary | 31     | 5      | 17,2   | 57,8  | 16,7   | 59,4 | 4,35    | 1,06    | 0,39   | 1,32   | 8,19   |
| 2017-2018 | William & Mary | 31     | 30     | 28,7   | 57,5  | 30,6   | 76,9 | 7,29    | 2,23    | 0,58   | 1,97   | 18,48  |
| 2018-2019 | William & Mary | 31     | 31     | 30,6   | 57,8  | 24,4   | 73,2 | 8,58    | 3,55    | 0,42   | 2,26   | 21,00  |
| 2019-2020 | William & Mary | 32     | 32     | 29,6   | 52,4  | 30,5   | 77,3 | 10,53   | 1,75    | 0,75   | 1,53   | 20,72  |
| Carrière  | Carrière       | 125    | 98     | 26,6   | 56,0  | 28,3   | 73,6 | 7,71    | 2,14    | 0,54   | 1,77   | 17,13  |

### Professionnelles

#### Saison régulière
| Saison    | Équipe    | Matchs | Titul. | Min./m | % Tir | % 3pts | % LF | Rbds/m. | Pass/m. | Int/m. | Ctr/m. | Pts/m. |
| --------- | --------- | ------ | ------ | ------ | ----- | ------ | ---- | ------- | ------- | ------ | ------ | ------ |
| 2020-2021 | Atlanta   | 33     | 0      | 8,5    | 37,0  | 18,2   | 80,0 | 2,20    | 0,20    | 0,30   | 0,30   | 3,80   |
| 2021-2022 | Minnesota | 37     | 2      | 7,2    | 51,1  | 30,8   | 73,3 | 2,30    | 0,60    | 0,20   | 0,20   | 3,70   |
| Carrière  | Carrière  | 70     | 2      | 7,8    | 43,6  | 21,7   | 76,5 | 2,20    | 0,40    | 0,20   | 0,30   | 3,70   |

#### Playoffs
| Saison   | Équipe   | Matchs | Titul. | Min./m | % Tir | % 3pts | % LF | Rbds/m. | Pass/m. | Int/m. | Ctr/m. | Pts/m. |
| -------- | -------- | ------ | ------ | ------ | ----- | ------ | ---- | ------- | ------- | ------ | ------ | ------ |
| 2021     | Atlanta  | 6      | 0      | 2,3    | 28,6  | 00,0   | 00,0 | 1,00    | 0,00    | 0,00   | 0,30   | 0,70   |
| Carrière | Carrière | 6      | 0      | 2,3    | 28,6  | 00,0   | 00,0 | 1,00    | 0,00    | 0,00   | 0,30   | 0,70   |

## Records sur une rencontre en NBA
Les records personnels de Nathan Knight en NBA sont les suivants, :
| Type de statistique        | Saison régulière | Saison régulière       | Saison régulière | Playoffs | Playoffs                | Playoffs     |
| Type de statistique        | Record           | Adversaire             | Date             | Record   | Adversaire              | Date         |
| -------------------------- | ---------------- | ---------------------- | ---------------- | -------- | ----------------------- | ------------ |
| Points                     | 20               | Celtics de Boston      | 27 décembre 2021 | 2        | 2 fois                  | 2 fois       |
| Paniers marqués            | 8                | Celtics de Boston      | 27 décembre 2021 | 1        | 2 fois                  | 2 fois       |
| Paniers tentés             | 12               | Bulls de Chicago       | 10 avril 2022    | 2        | 2 fois                  | 2 fois       |
| Paniers à 3 points réussis | 2                | 2 fois                 | 2 fois           | -        | -                       | -            |
| Paniers à 3 points tentés  | 4                | Bucks de Milwaukee     | 15 avril 2021    | 1        | 2 fois                  | 2 fois       |
| Lancers francs réussis     | 9                | Cavaliers de Cleveland | 14 mars 2021     | -        | -                       | -            |
| Lancers francs tentés      | 10               | Cavaliers de Cleveland | 14 mars 2021     | 2        | @ 76ers de Philadelphie | 8 juin 2021  |
| Rebonds offensifs          | 4                | 2 fois                 | 2 fois           | -        | -                       | -            |
| Rebonds défensifs          | 9                | Celtics de Boston      | 27 décembre 2021 | 3        | Bucks de Milwaukee      | 29 juin 2021 |
| Rebonds totaux             | 11               | Celtics de Boston      | 27 décembre 2021 | 3        | Bucks de Milwaukee      | 29 juin 2021 |
| Passes décisives           | 4                | Celtics de Boston      | 27 décembre 2021 | -        | -                       | -            |
| Interceptions              | 1                | 16 fois                | 16 fois          | -        | -                       | -            |
| Contres                    | 2                | 3 fois                 | 3 fois           | 2        | @ Bucks de Milwaukee    | 25 juin 2021 |
| Balles perdues             | 2                | 7 fois                 | 7 fois           | -        | -                       | -            |
| Minutes jouées             | 29               | Celtics de Boston      | 27 décembre 2021 | 4        | @ Bucks de Milwaukee    | 25 juin 2021 |

- Double-double : 2
- Triple-double : 0

Dernière mise à jour : 15 juillet 2022